# Gare centrale de Potsdam
À ne pas confondre avec l'ancienne gare de Potsdam à Berlin.
La gare centrale de Potsdam (en allemand : Potsdam Hauptbahnhof) est une gare ferroviaire allemande, située au centre-ville de Potsdam dans le land de Brandebourg.

## Situation ferroviaire

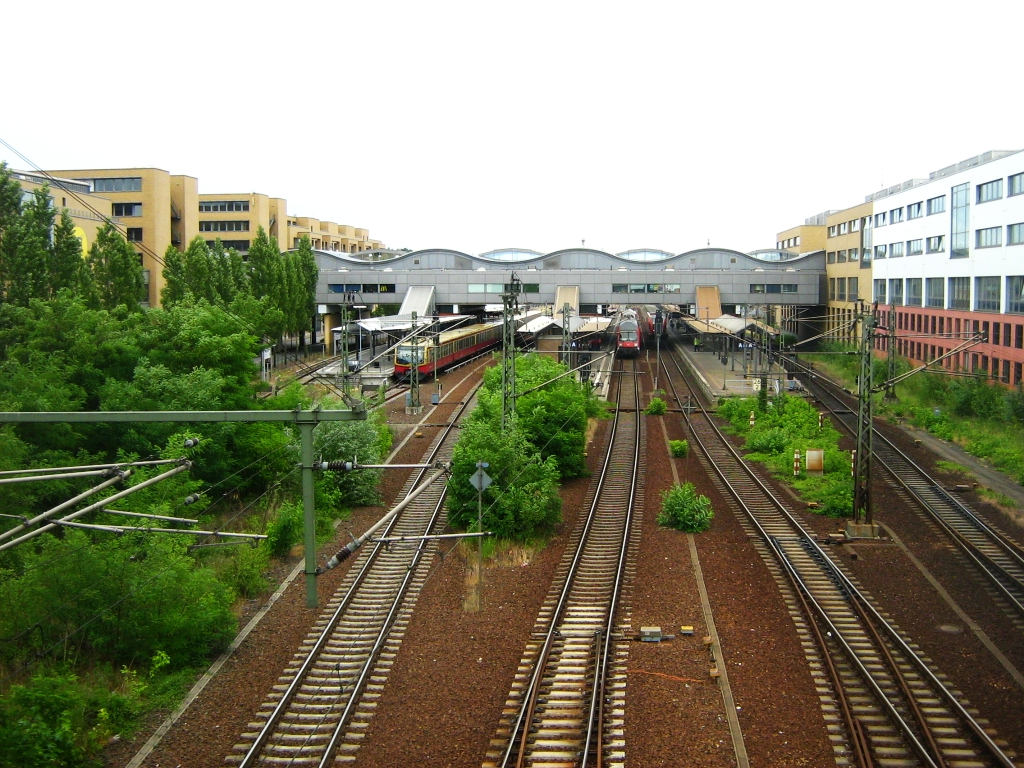
Les voies

## Histoire
La gare a été ouverte en 1838.